# Pipping (München)
Pipping ist ein Weiler an der Würm, der sich in eine Feldfläche im Westen Münchens einbettet.

## Geschichte
Die erste urkundliche Erwähnung der Siedlung findet sich in einer Urkunde von 1325 als Pipingen. Der Name geht auf den bajuwarischen Personennamen Pippo oder Pippin zurück (‚Siedlung des Pippo‘).

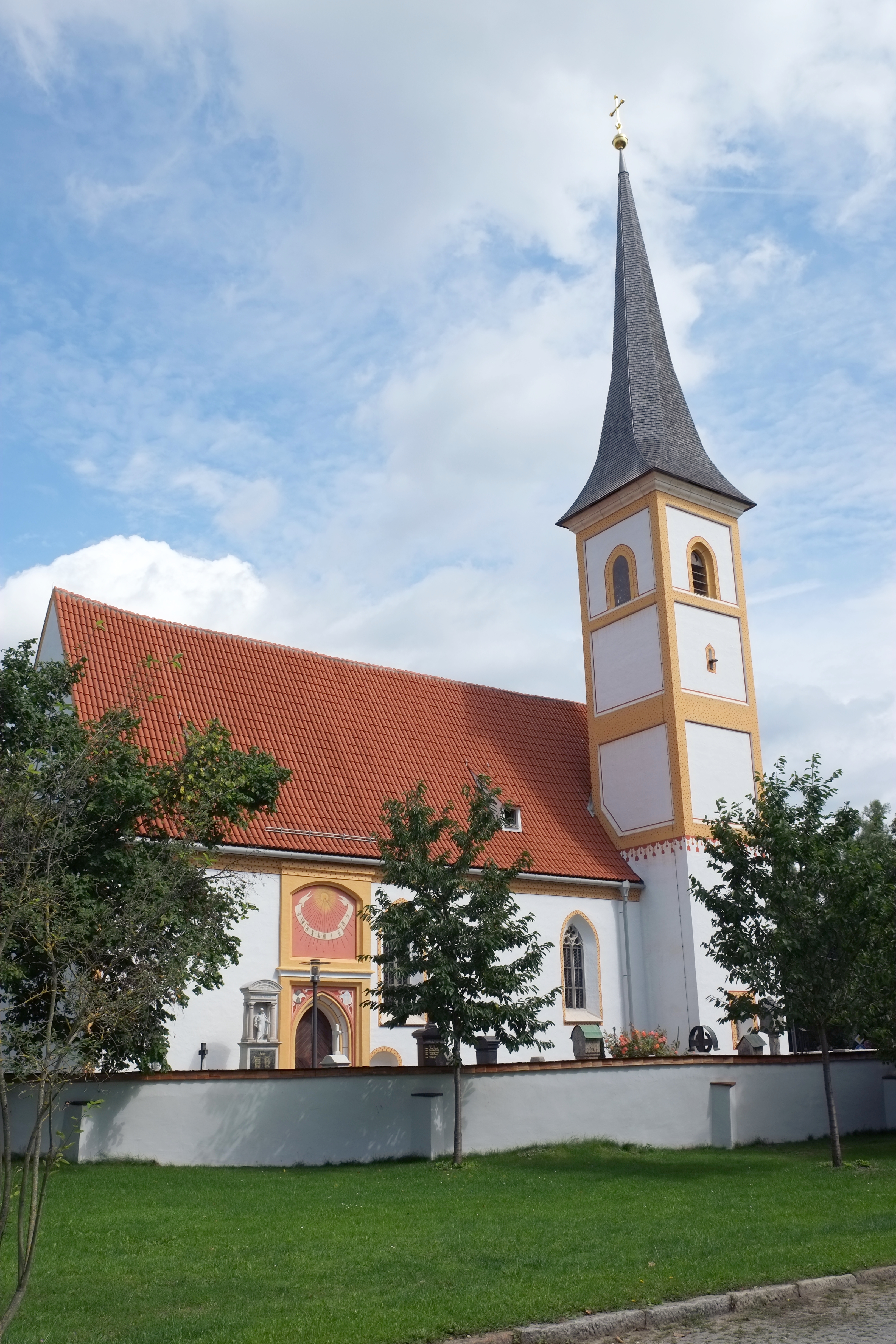
Kirche St. Wolfgang mit dem Friedhof Pipping

Pipping wurde um 1440 für die Hofmark Obermenzing beansprucht und erhielt 1478 durch Herzog Sigismund eine Kirche. Er zählte 1760 fünf Anwesen und 1874 acht Häuser. Die Substanz der Bauernanwesen wurde im 19. Jahrhundert erneuert. Dennoch erhielt sich sein Gesamtgepräge mit locker gestreuten Bauernanwesen, deren Mehrzahl auf der linken, eines aber auf der rechten Würmseite liegt. Die offene Bauweise, mit der die Erweiterung der Pasinger Villenkolonien von Osten her in den Weilerbereich eingreift, stört ihn kaum, ebenso wenig die einreihig nach Süden anschließende Wohnhausbebauung in ländlichen Stilelementen aus der Jahrhundertwende.